# 舟颖剪股颖
舟颖剪股颖（学名：Agrostis fukuyamae）为禾本科剪股颖属下的一个种。